# Robert John Brennan
Robert John Brennan (Bronx, 7 de junho de 1962) é um bispo católico americano que serve como Bispo de Brooklyn desde 2021. Anteriormente, foi bispo auxiliar da Diocese de Rockville Centre (2012–2019) e bispo da Diocese de Columbus (2019–2021). Com uma trajetória marcada pelo serviço pastoral e administrativo, Brennan é reconhecido por iniciativas como a elevação da Igreja de Santa Maria da Assunção a basílica menor e por programas de reestruturação diocesana.

## Vida
Robert John Brennan nasceu em 7 de junho de 1962, no Bronx, Nova Iorque, filho de Robert e Patricia Brennan. Ele tem dois irmãos e duas irmãs, e seu avô materno era imigrante da Irlanda.
Criado em Lindenhurst, Nova Iorque, estudou na Escola Católica Nossa Senhora do Perpétuo Socorro e no Colégio Diocesano São João Batista em West Islip, Nova Iorque. Ingressou na Universidade de São João em Queens, onde obteve um Bacharelado em Ciências em matemática e ciência da computação. Decidido a seguir a vocação sacerdotal, matriculou-se no Seminário da Imaculada Conceição em Huntington, Nova Iorque, onde concluiu um Mestre em Divindade.

### Sacerdócio
Brennan foi ordenado sacerdote para a Diocese de Rockville Centre em 27 de maio de 1989, na Catedral de Santa Inês, pelo bispo John R. McGann. Sua primeira atribuição foi na Paróquia de São Patrício em Smithtown, Nova Iorque.
Em 1994, foi nomeado secretário sacerdotal de McGann, continuando nesse papel sob os bispos James McHugh e William F. Murphy, enquanto servia pastoralmente na Paróquia da Catedral de Santa Inês. Em 2002, tornou-se vigário geral e moderador da cúria. Em 2010, foi nomeado pároco da Paróquia de Santa Maria em Long Beach, Nova Iorque.

### Bispo Auxiliar de Rockville Centre
Em 8 de junho de 2012, o Papa Bento XVI nomeou Brennan bispo titular de Erdonia e bispo auxiliar de Rockville Centre. Foi consagrado bispo em 25 de julho de 2012, na Catedral de Santa Inês, pelo bispo William Murphy, com o arcebispo Charles J. Chaput e o bispo auxiliar Paul Henry Walsh como co-consagrantes.

### Bispo de Columbus
Em 31 de janeiro de 2019, o Papa Francisco nomeou Brennan bispo de Columbus. Ele foi instalado em 29 de março de 2019.
Em agosto de 2019, Brennan iniciou o processo junto ao Vaticano para elevar a Igreja de Santa Maria da Assunção em Lancaster, Ohio, ao status de basílica menor.
Em dezembro de 2020, lançou a iniciativa de planejamento estratégico "Presença Real, Futuro Real", descrita como um esforço para "aumentar a presença de Cristo em seus 23 condados nos próximos três anos e preservar a fé para gerações futuras". A iniciativa envolveu a reorganização de paróquias, incluindo fusões e fechamentos, para lidar com a escassez de padres, sendo considerada um marco de seu mandato em Columbus.
Também em dezembro de 2020, Brennan manifestou apoio à causa da justiça racial após o tiroteio de Casey Goodson pela polícia em Columbus.

### Bispo de Brooklyn
Em 29 de setembro de 2021, o Papa Francisco aceitou a renúncia do bispo Nicholas Anthony DiMarzio de Brooklyn e nomeou Brennan como seu sucessor. Brennan foi instalado pelo cardeal Timothy Dolan em 30 de novembro de 2021, na Co-Catedral de São José em Brooklyn. Seu lema episcopal, "Seja feita a vossa vontade", retirado da Oração do Pai Nosso, está gravado na lápide de seu avô e era parte de um cartão de oração que ele guardava.